# هاينكل هي 50
هاينكل هي 50 (بالإنجليزية: Heinkel He 50)‏، هي قاذفة قنابل ألمانية من حقبة الحرب العالمية الثانية صنعتها شركة هاينكل، صُممت في الأصل لصالح البحرية الإمبراطورية اليابانية. خدمت الطائرة  قبل الحرب في وحدات القصف الجوي التابعة للقوات الجوية الألمانية، وظلت في الخدمة  حتى نهاية الحرب العالمية الثانية تقريبًا. كان أول طيران للطائرة في سنة 1931 وانتهت خدمتها في 1944. صنع منها 78 طائرة.